# Haketia

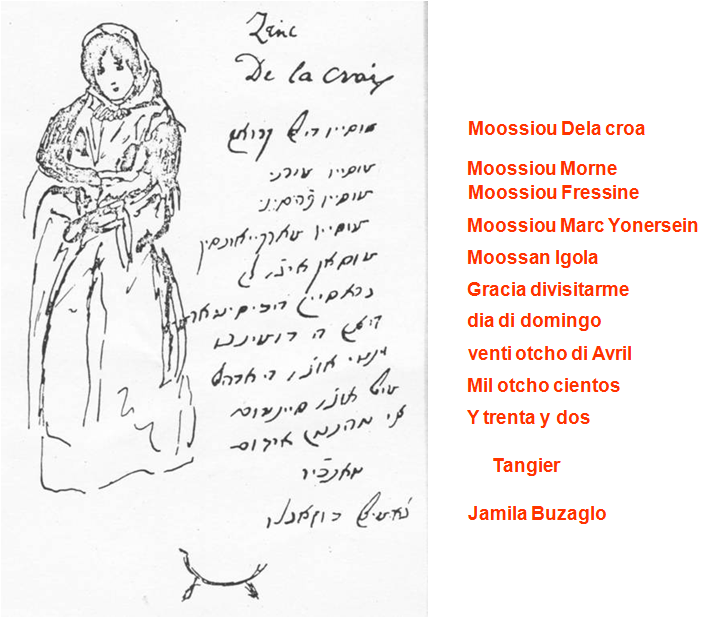
Lettre de Jamila Buzaglo au peintre Delacroix écrite en haketia, Tanger (Maroc), 15 juin 1832

Haketia (fréquemment orthographié hakitia, Hakétia, Haquetía, Haketiya, Haketiyya, Jaketia, Jaquetilla) est le nom du dialecte judéo-espagnol (Djudeo Spañol) parlé par les megorachim, les Juifs séfarades installés au Maroc à la suite de l'expulsion des Juifs d'Espagne en 1492. La haketia est de nos jours délaissée.

## Étymologie et translittération
La haketia, langue vernaculaire juive, tire son nom d'un terme arabe, ħaka حكى, qui signifie « dire » ou « raconter »,.
La diversité des orthographes rencontrées pour transcrire le nom de ce dialecte procède d'une part de l'oralité de ce langage, et d'autre part de la difficulté à transcrire en français le phonème /h/ (het hébraïque ou Ḥā arabe) en début de mot.

## Caractéristiques

### Vocabulaire
L'une des caractéristiques de la haketia est l'influence que la langue arabe a exercée sur ce parler. Au vocabulaire castillan du XVIe siècle, qui forme la base du judéo-espagnol, s'ajoutent dans le cas de la haketia de nombreux termes empruntés non seulement à la langue hébraïque biblique mais aussi à la langue locale, à savoir l'arabe tel qu'il se parle en Afrique du Nord. C'est une sorte de « judéo-espagnol occidental ».
La Chienne de vie de Juanita Narboni d’Ángel Vázquez Molina est un roman écrit en 1976 où le personnage principal s’exprime essentiellement en jaquetía.

## Histoire
La langue hakitia, datant la déportation d'Espagne et qui s'est développée dans diverses autres régions, principalement au Maroc, est une langue juive basée sur l'espagnol ancien avec un mélange de mots en hébreu et en arabe faisant partie intégrante de la culture des Juifs du Maroc espagnol, bien que contrairement aux communautés judéo-espagnoles de l'Est (qui n'incorpore pas d'arabe), il y ait très peu de textes écrits en hakitia.
Le foyer de la haketia se situe sur la côte nord du Maroc, à Tétouan, avec une forte implantation dans les villes de Tanger, Larache, Arcila, Alcazarquivir, Chefchaouen, à l'ouest de Meknès, Rabat, dans les villes autonomes espagnoles d'Afrique du Nord de Ceuta et Melilla.
Il est utilisé par les Juifs marocains habitant des côtes nord mais également de l'ouest du Maroc et en particulier du Maroc espagnol, au nord-ouest du pays. Du fait des mouvements migratoires des populations juives au milieu du XIXe siècle, la haketia diffuse par la suite en Algérie, essentiellement dans la région d'Oran (voir Tetuani), et en Amérique latine. Des aspects de ce dialecte sont exportés par les Séfarades qui ont traversé le Détroit pour s'installer à Gibraltar, venant ainsi enrichir le llanito ou yanito, la langue locale, qui est lui-même le fruit d’influences métisses (espagnol, anglais, maltais, italien génois, portugais, hébreu...). Des mots comme sahen (voisin), maot (argent) ou ainear (regarder) sont ainsi passés du haketia au yanito.
Dans le reste du Maroc, les Juifs parlent notamment le judéo-marocain, une variante de l'arabe dialectal marocain, avec sa prononciation propre et du vocabulaire emprunté à l'hébreu.
La haketia comporte une forte dimension d'oralité. Les Juifs qui emploient ce parler, et qui sont généralement bilingues, pratiquent souvent l'alternance de code linguistique (code-switching), d'abord au profit de l'arabe lorsqu'il s'agit de s'entendre avec la population arabophone, puis au profit du castillan qui jouit au Maroc d'une considération culturelle et sociale importante à partir du XIXe siècle.
Après 1956, avec l'indépendance du Maroc, la plupart des Juifs de langue hakita émigrent en Israël, en Espagne, au Venezuela et au Canada.

### Évolution
On s'accorde à relever une influence croissante de l'espagnol péninsulaire sur la haketia au fil du temps. Cette « re-castillanisation » (Haïm Vidal Séphiha)  ou « hispanisation » (Yaakov Bentolila)  peut être datée de 1860, date à laquelle une expédition espagnole s'empare de Tétouan. Une telle évolution est favorisée par les contacts étroits qu'entretient le Maroc avec la péninsule Ibérique, contacts renforcés par la colonisation et l'instauration du protectorat espagnol sur le Maroc en 1912. Sur le plan phonétique, cette castillanisation se traduit par l'adoption de sons spécifiquement espagnols comme la jota (j)  pourtant absente de la langue judéo-espagnole.
La haketia utilise à l'origine des lettres hébraïques pour ensuite évoluer vers des écrits en lettres latines. Au XIXe siècle, l'espagnol est seul utilisé avec le français dans les écoles de l'Alliance Israélite Universelle (AIU) au Maroc espagnol, ce qui accentue son délaissement.
Le linguiste Haïm Vidal Séphiha estime que la transformation et l'abandon progressif d'un dialecte comme la haketia trouverait une explication dans l'image que les locuteurs se font de leur propre dialecte. Parallèlement à la connotation culturelle très favorable dont bénéficie le castillan au tournant du siècle, les élites juives se montrent sensibles aux influences françaises à travers notamment l'œuvre de l'Alliance israélite universelle.

### Statut actuel
La haketia n'est plus considérée comme une langue vivante de nos jours. On relève une reviviscence de ce parler appliqué au registre du burlesque, et un maintien dans la langue courante qui doit beaucoup au domaine de la parémiologie . Quelques locuteurs et chercheurs déplorent un délaissement de la haketia au profit d'un judéo-espagnol normalisé dans les publications consacrées au monde séfarade. 

#### Survivance par la culture
Toutefois, on assiste à une lente renaissance de la haketia, aidée par des musiciens contemporains tels que (lad) Doris Benmaman, Mor Karbasi ou Kol Oud Tof Trio,.
Les philologues (lad) José Benoliel et (en) Alegría Bendayan de Bendelac ont tous deux compilé des dictionnaires espagnol-haketia publiés respectivement en 1977 et 1995. Le Centre d'études séfarades de Caracas (Venezuela) publie régulièrement des articles sur la haketia dans sa revue Maguen-Escudo que pouvait transmettre la revue La Lettre Séfarade jusqu'en 2007. Des sites séfarades sur internet s'efforcent également de perpétrer la culture haketia.

## Documentation
Les premiers travaux sur la haketia ont été menés par José Benoliel avec la publication d'une série d'articles réunis sous le titre El dialecto judeo-hispano-marroquí o hakitía, dès les années 1920. Le matériel rassemblé par Benoliel (corpus littéraire, corpus de proverbes...) sert de base aux travaux de linguistes et philologues tels que Manuel Alvar, Jacob Hassan, Haïm Vidal Séphiha, Raphaël Benazeraf, Alegría Bendayan de Bendelac, ou Yaakov Bentolila.